# Bob Widlar
Robert J. Widlar (né à Cleveland le 30 novembre 1937 - 27 février 1991) était un des pionniers dans la conception des circuits intégrés. Il s'est fait connaître dans les années 1960 lorsqu'il travaillait chez Fairchild Semiconductor en concevant le μA702 qui fut le premier AOP en circuit intégré. Lors de sa carrière, il a participé à la conception des :
- µA702, µA709, µA710, µA711, µA712, µA726 chez Fairchild ;
- LM100, LM101, LM101A, LM102 bis, LM113, LM216, LM10 (circuit très basse tension), LM11, LM12 et LT10 chez National Semiconductor ;
- LT1017, LT1018, LT1016, LT1010, LT1011 chez Linear Technology.

Déjà célèbre pour ses circuits intégrés dès l'âge de 33 ans, Widlar fit retraite au Mexique et devint « le plus célèbre vagabond de la Valley. » Il retrouva la Californie en 1973, comme ingénieur consultant pour National Semiconductor.
Le tempérament spontané, excentrique et parfois irrationnel de Bob Widlar, son style de vie bohème en firent l’enfant terrible de la Silicon Valley, et il court à son sujet une multitude d'anecdotes,. Selon Bo Lojek, il était « davantage un artiste qu'un ingénieur ... dans un monde où les DRH édictent ce sur quoi les ingénieurs doivent ou ne doivent pas s'exprimer, il est peu probable que l'on retrouve ce type de personnage. »
Widlar est mort d'une attaque cardiaque en 1991 alors qu'il faisait un jogging non loin de sa maison à Puerto Vallarta au Mexique.